# Айтор Руїбаль
Айтор Руїбаль (ісп. Aitor Ruibal, нар. 22 березня 1996, Сальєн) — іспанський футболіст, нападник клубу «Реал Бетіс».

## Ігрова кар'єра
Народився 22 березня 1996 року в місті Сальєн. Вихованець футбольної школи клубу «Манреса». Дорослу футбольну кар'єру розпочав 2013 року в основній команді того ж клубу.
Наступними командами в ігровій кар'єрі футболіста були нижчолігові «Корнелья» і «Л'Успіталет».
2016 уклав контракт з клубом «Реал Бетіс», з якого віддавався в оренду до «Картахени», «Райо Махадаонда» та «Леганеса».
2020 року повернувся до складу команди «Бетіса».
9 грудня 2023 року відзначився м'ячем у воротах мадридського «Реала», який був визнаний найкращим голом місяця в іспанській Ла-Лізі.

## Досягнення

### Командні досягнення
«Реал Бетіс»
- Володар Кубка Іспанії: 2022

### Особисті досягнення
- Автор найкращого голу місяця іспанської Ла-Ліги: листопад 2023[1]